# Villa Doria De Mari
Villa Doria De Mari, conosciuta anche col nome moderno di Istituto Don Daste, è una villa patrizia genovese, situata sulle alture del quartiere genovese di Sampierdarena in località Belvedere.

## Storia
Le prime notizie che la riguardano risalgono al 1582 come proprietà di Gio Battista Doria, rimarrà per almeno due secoli alla famiglia Doria come testimonia nel 1757 Matteo Vinzoni che la colloca tra le proprietà di Giuseppe Maria Doria, la famiglia possedeva molti terreni ed edifici in quella zona, considerata di villeggiatura sebbene distaccata dalla direttrice (attuale Via Cantore) lungo la quale si ergevano la maggior parte degli edifici di quel tipo.
A cavallo tra Settecento e Ottocento la villa passa di proprietà alla famiglia De Mari e poi al ramo Serra-De Mari fino alla fine dell'Ottocento. Nel 1921 risulta essere accatastata come Orfanotrofio delle Suore della Divina Provvidenza, istituito da Don Nicolò Daste sul finire del XIX secolo come aiuto per le fanciulle orfane e senza famiglie in grado di supportarle, un problema sentito in quel periodo in cui le industrie, tra cui l'Ansaldo, avevano colonizzato il quartiere creando un grande afflusso di persone dalle campagne e un problema di povertà, degrado, analfabetismo e abbandono.

## Struttura architettonica
Non si hanno notizie certe sulla costruzione o l'architetto, sebbene le linee dell'edificio, piuttosto basso e squadrato, evidenzino una struttura di chiaro stampo alessiano, che la renderebbe parente, almeno stilisticamente, delle altre ville della zona erette intorno al Cinquecento.
Si ha invece menzione di un importante rimaneggiamento effettuato nel 1780 dall'architetto Andrea Tagliafichi, che inserì elementi neoclassici come di moda all'epoca e mise mano anche al grande parco della villa.
La struttura principale si articola su due altezze e tre piani, il piano terreno risulta più sporgente e di stampo alessiano, decorato in bugnato con finestre ad arco, racchiude alcune stanze in uso alla famiglia e i locali di servizio e si affaccia sul giardino; il piano nobile e il secondo piano risultano invece più rientrati rispetto al sottostante, la decorazione è tipicamente neoclassica, evidenza del lavoro del Tagliafichi, con una tripartizione del prospetto principale a mezzo di lesene doriche e dove lo spazio centrale è ornato di grandi finestroni sormontati da timpani triangolari. Il tetto è a padiglione e si scorgono alcuni abbaini.

### Piano terra
Nella prima sala nella quale si accede sono ancora presenti gli originali affreschi a grottesche del Cinquecento, con motivi geometrici mescolati ad altri fioriti e più articolati e un vivace tripudio di colori; quattro divinità femminili greche sono raffigurate nei medaglioni mentre le lunette sono dipinti paesaggi classici e bucoliche. Nell’ottagono centrale è raffigurato il mito di Poseidone e Atena nella disputa per il dominio dell’Attica.
Nella seconda sala, dominata dal colore giallo, si riconoscono animali fantastici tra cui grifoni e cavalli alati ed altri più ordinari come cigni. A questo piano è ospitata la cappella privata della villa, decorata con stucchi, ha come tema principale lo sposalizio di Giuseppe e Maria mentre nell'ovale dell'altare, oggi perduto, erano raffigurati San Domenico e San Carlo Borromeo.
Una terza sala, denominata sala rosa e di decorazione neoclassica a stucchi con fondi rosati, è probabilmente frutto del rimaneggiamento settecentesco ed è dominata dal tema della conchiglia, simbolo anche della villeggiatura delle famiglie in quella zona marina (al tempo poco distante dal mare).

Sempre a pianterreno è conservata una stanza da bagno con originale vasca in marmo, le decorazioni a grottesche delle pareti non sono però originali, ma ricreate nel Settecento sul modello di quelle della prima sala.
La sala del gatto è una stanza molto particolare, di realizzazione ottocentesca e caratterizzata dalla decorazione a trompe l'oeil o sfondato con cui l'autore ha voluto ricreare sulle pareti l'interno di una cascina coi suoi oggetti quotidiani (e un gatto da cui prende il nome la stanza) e con sapiente maestria ha gestito la prospettiva per rendere diversamente l'ambiente, ad esempio attraverso il tetto della capanna in cui pare che lo spettatore si trovi e da cui si vede il cielo.

### Piano nobile
Salendo lo scalone d'onore si sale al piano riservato alla rappresentanza. La prima stanza che si incontra, detta stanza delle quattro stagioni offre allo spettatore un decoro per ogni lato del soffitto raffigurante la stagione, al centro un fauno.
La stanza verde, è caratterizzata da un decoro neoclassico del soffitto a padiglione ornato di balaustre, aquile simbolo della famiglia Doria, e medaglioni con personificazioni delle stagioni. Stucchi dorati e tralci fogliari adornano le pareti a decoro geometrico.
Di genere completamente differente è la stanza dei soldati romani dove le pareti ripropongono lo stile a grottesche cinquecentesche (sebbene la realizzazione sia settecentesca, come accaduto nella stanza da bagno). Il richiamo alla romanità è tipico del neoclassicismo che si rifà ai canoni estetici di quel periodo e lo ripropone in molti modi.
Il salone di rappresentanza presenta un ampio affresco del pittore Leopold Rauch, nei tondi il pittore rappresenta i dogi della famiglia Doria indicati per nome e con l’anno a cui risale il loro dogato, ornati dal caratteristico manto rosso con ermellino detto robbone mentre al centro della sala è riproposto un evento fondamentale per la storia della famiglia: l’incontro di Nicolò Doria con papa Gregorio XIII.

## Giardino
Il rimaneggiamento del Tagliafichi sull'edificio non risparmiò nemmeno il grande parco circostante che, prima del suo intervento, era strutturato in alcuni terrazzamenti eun giardino all'italiana e altre aree più discoste adibite ad orto e frutteto per il sostentamento della casa.
L'intervento settecentesco trasformò il parco conferendogli un'immagine da tipico giardino alla francese sul modello dei giardini di Versailles, i terrazzamenti vennero eliminati e al loro posto si creò una grande superficie piana e dolcemente digradante con un parterre adornato da tre fontane e uno scalone a tenaglia che saliva al palazzo e che racchiudeva il ninfeo cinquecentesco. Quest'ultimo viene citato dall'Alzieri come ricchissimo di conchiglie e coralli e costruito sul modello di Villa Pallavicini delle Peschiere. Venne inoltre aggiunto un secondo ninfeo, mentre la zona adibita ad orto e frutteto fu spostata sul retro della casa.
Del meraviglioso parco descritto da Jean Paul Gauthier non rimane molto, il parterre venne prima convertito a velodromo nel 1910 e fu poi annullato completamente dall'aggressivo sviluppo edilizio della zona.